# Hardcore (1.º Escalão)
"Hardcore (1º Escalão)" é um single da banda portuguesa GNR, lançado em 1982.
Extraída do primeiro álbum do grupo, Independança, a música pode ser considerada um clássico dos GNR e distingue-se por ser cantada em inglês, com algumas passagens em espanhol. "Hardcore (1º Escalão)" foi o primeiro single da banda a contar com Rui Reininho nas vocalizações e na escrita das letras.
Como lado-B, o single inclui uma versão editada e condensada de "Avarias", faixa experimental que originalmente ocupava toda a segunda parte do álbum Independança.
A canção "Hardcore (1º Escalão)" marca presença em muitas compilações dos GNR.

## Faixas
Dados sobre a autoria das faixas entre parêntesis.
1. "Hardcore (1º Escalão)" (Rui Reininho, Miguel Megre, Vitor Rua)
2. "Avarias" [versão editada] (Rui Reininho, Miguel Megre, Vitor Rua, Tóli César Machado)